# Dualidad (Rufino Tamayo)
Dualidad es una obra pictórica de tipo mural realizada por el pintor mexicano Rufino Tamayo. La pieza fue creada en 1964 y se destinó al vestíbulo del Auditorio Jaime Torres Bodet del Museo Nacional de Antropología (MNA). El mural fue encargado por el PIMNA (Proyecto de Instalación del Museo Nacional de Antropología) al artista de origen oaxaqueño para representar de manera conceptual y desde la perspectiva de la plástica moderna, la cosmovisión prehispánica y el nacionalismo mexicano, además de dotar al museo de una identidad y dimensión contemporánea.
El tema principal de esta obra sintetiza el pensamiento prehispánico, representando el antiguo mito cosmogónico nahúa: el conflicto de Quetzalcóatl (La Serpiente Emplumada) y Tezcatlipoca (El Jaguar). El dualismo es la principal referencia iconográfica general de la obra, como lo menciona Julio Amador Bech, es  “...el principio dual que rige el cosmos y está presente en todas sus manifestaciones vitales.” Esta pintura también puede encontrarse referida con los nombres El día y la noche y La lucha del jaguar y la serpiente. 

## Obra
En el marco de la inauguración de uno de los museos más emblemáticos de México, el MNA encargó a varios reconocidos pintores mexicanos reflejar a través de la modernidad pictórica, el enorme legado cultural del mundo prehispánico, además ser la culminación del discurso político y cultural del estado mexicano de los años 60. Como lo destaca Felipe Solís, uno de los propósitos que se había trazado la antropología mexicana era mostrar al pueblo de México y a los visitantes que arriban al país, el rico legado cultural de nuestros antepasados indígenas y sus descendientes contemporáneos.

## Descripción cromática de la obra
La paleta cromática empleada por Tamayo en esta obra contiene colores vívidos, equilibrando los colores complementarios en toda la superficie: naranja para el jaguar, con un fondo en azul cobalto; verde para la serpiente, con un fondo naranja mezclado con el típico rosa mexicano usado por Tamayo, que se encuentra en muchas de sus obras; y finalmente utilizó amarillo para los astros celestes. El horizonte está formado por una combinación de los colores de fondo, logrando tonos que van del magenta al morado en el punto central, donde se encuentra la confrontación de los animales sagrados. Por último, el artista utilizó tonos claros llegando al blanco en las constelaciones para realizar el efecto luminoso de brillos en la serpiente, y el negro para delinear la figura del jaguar.
La capa pictórica presenta gran variedad de texturas creadas por la carga de vinelita en ciertas zonas, en general es evidente el uso de pinceles y espátulas de formato mayor, así como cargas de arena y polvo de mármol en los astros.

## Iconografía

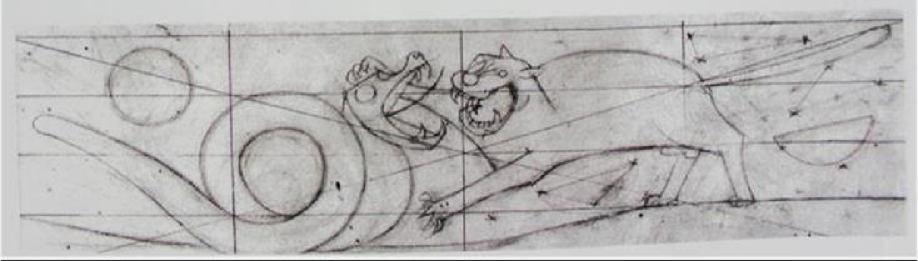
Trazos del boceto del mural “Dualidad” de Rufino Tamayo, 1964. Museo Nacional de Antropología

El mural tiene dos grandes representaciones de deidades prehispánicas. En la primera sección el artista representa al dios Quetzalcóatl, a través de la figura de la Serpiente Emplumada acompañado por el Sol, como parte de sus atributos de regir el día, confrontado por la figura de Tezcatlipoca, representado por el Jaguar y acompañado por la noche y la luna, ambas deidades hacen referencia a un enfrentamiento en un alarde de ferocidad.
El tema cosmogónico fundamental representado en el mural proviene de la mitología nahua, el conflicto entre Quetzalcóatl y el dios Tezcatlipoca. Estos dioses son hijos de la pareja divina primigenia, Ometecuhtli y Omecíhuatl, origen y sustento de todas las cosas. La lucha entre estas deidades simbolizan el movimiento de las energías esenciales del universo que dan origen a las eras cósmicas y a la creación misma de los cuerpos celestes, la Tierra y los seres vivos.
En términos de la construcción visual, la imagen presenta un balance simétrico y equilibrado desde su composición en el boceto, donde se observan las cuatro divisiones que conforman la estructura principal de su composición reticular. Las figuras se dibujan de manera independiente en secciones pares, sin perder entre ellas mismas la unidad. Los trazos sencillos y las formas abiertas, brindan al espectador la facilidad inmediata de apreciación y entendimiento de la obra (ver el boceto de la obra). La zona con mayor fuerza pictórica se sitúa en el centro, donde la serpiente y el jaguar se enfrentan. La división central define las oposiciones que refuerzan el concepto de dualidad mientras las líneas de tensión que corren de extremo a extremo en forma diagonal cumplen la función de equilibrar la composición de las figuras.
La pintura El día y la noche, fue el primer mural donde Tamayo representó el concepto de dualidad del ethosprehispánico, donde se muestra el interés del artista por la dualidad del mundo prehispánico. En esta obra, se representa lo masculino y lo femenino, lo bueno y lo malo, lo celestial y lo infernal, lo estático y el movimiento. El mural fue elaborado en 1954, 10 años antes de la pintura Dualidad.